# Гаврилівка (Івано-Франківська область)
Гаври́лівка — село Надвірнянського району Івано-Франківської області. Входить до складу Переріслянської сільської громади.

## Розташування
Село розташоване за 18 км від Надвірної, 9 км від залізничної станції Цуцилів. Через село проходять автомобільні дороги місцевого обласного значення О 090101 (Богородчани—Ланчин) та О 091401 (Тлумач—Лісна Тарновиця).
Селом протікає річка Велесниця.

## Герб
У золотому щиті червоне полум'я над золотими гілками, що супроводжується знизу п'ятьма натурального кольору пеньками, 3 і 2, з вирваним корінням і срібними зрізами.

## Історія

### Поселення найдавніших людей на території села та його околиць
На території села та його околицях знайдено кам’яні знаряддя праці епохи неоліту. Це кремнієві сокири, наконечники списів, скребла, відщепи, кам'яні шліфовані сокири з циліндричним свердлінням. Найчастіше кам'яні знаряддя праці знаходять в урочищі в напрямку на село Волосів. На жаль археологічних досліджень на території села не проводилось, тому дослідження умовні і визначені на основі знайдених речових залишок.

### Слов'янське городище на південній околиці села
Жителі Гаврилівки і сусідніх сіл Середній Майдан та Парище розповідають про давнє місто в урочищі Гупчин, що нібито існувало на однойменному пагорбі (зараз в межах території Середнього Майдана). В найменуванні простежуються назви Гупчин та Крамарське. Легенда говорить про таємниче зникнення його під землею. Зараз там знаходиться „бездонна яма”. Легенду в місцевого байкаря Івана Гараздюка переписав письменник Степан Пушик на початку 70-х років і опублікував в 1976 р. в журналі „Україна”. З історичної точки зору це могло бути слов'янське городище, торгово-ремісниче поселення. В силу історичних причин городище, яке можливо існувало в княжі часи, не переросло в місто, занепало і зникло.
Можливо, змінилися торгові шляхи, що раніше проходили через нього, чи в пізніші часи було зруйновано татарами, або феодальними усобицями. Більш вірогідною здається катастрофічна причина: провал під землю, землетрус. З даного питання джерела повністю відсутні. Можливо, легендарне місто слід шукати не на місці урочища Гупчин, а в урочищі Городишниця, що прилягає до Гаврилівки.

### Виникнення села Гаврилівка і походження його назви
За даними дослідника краю П.С. Сіреджука в XVII ст. вперше згадується Слобода Майданська - Гаврилівка (1618р.). Слобода Майданська — це первинна назва села. Селяни — кріпаки, що втікали від польських феодалів, оселились в лісі на галявині, тобто на майдані. Поселення — слободи в перші роки існування позбавлялись податків, тобто були вільними. З часом їх теж закріпачували. Можливо, саме в цей час село змінило назву на Гаврилівка і вперше було зареєстровано в документах в 1618 році.
Отже, село виникло в кінці XVI - на початку XVII ст. Перші поселенці освоювали правий, вищий беріг річки Велеснички. Село розросталось вздовж річки з півночі на південь. Історично склались назви частин села: Горішня (південна, верхня) і Долішня (північна, нижня). Пізніше заселили лівий берег Велеснички—Луги. На лівому березі знаходиться частина села — Федорівка, що як і назва села має іменне походження.
Слід згадати, що на лівому березі річки територія, що тягнеться паралельно до села, називається Погар.
Збереглися перекази про спалення села татарами, від якого залишилось згарище — погар.
Теперішня назва села походить можливо від: першопоселенця Гаврила, від Гаврила із Слободи Майданської, від імені Архангела Гавриїла. Можна лише здогадуватись, адже переказів про назву села не виявлено.
Основними заняттями були рільництво і тваринництво. Про різні ремесла свідчать однойменні прізвища в селі: Коваль, Ткач, Ткачук, Сідляр, Боднар, Олійник, Мельник. Соціальні прізвища Слободяни нагадують про колишню вольницю-Слободу.
Торгівлю односельчани здійснювали, рухаючись „гостинцем" до Надвірної (сучасне шосе) та „гостинцем" до Станіславова повз урочище „коло Хреста" через село Камінну.
Сільське населення терпіло важкий, соціальний, національний та релігійний гніт, сплачуючи непосильні податки на користь феодала та держави, відробляючи повинності, зокрема панщину. В 1648 році під час Прикарпатської Хмельниччини до загону Семена Височана, що рухався через село з Отинії на штурм Пнівського замку, приєдналися і жителі с. Гаврилівки. Після відступу козаків з Галичини ці події відобразилися в скаргах польських володарів села на його жителів.
В селі побутує легенда про перехід через Гаврилівку Олекси Довбуша з побратимами. Це було в 1741 році, коли легендарний ватажок ішов з Маняви в село Голосків, щоб помститися панові Карпінському.
В часи польського панування в адміністративному відношенні село належало до Галицького повіту Руського Воєводства.
Внаслідок першого поділу Речі Посполитої Гаврилівка в складі Галичини потрапила під владу Австрійської імперії в межах Королівства Галіції та Лодомерії. Село входило до домінії Гаврилівка Станіславського циркулу (дистрикту або округу). Про що повідомляли Йосифінська та Францісканська метрики.
Провівши ряд реформ, австрійські власті не покращили становище українських селян.
Внаслідок шкільної реформи в селі на початку XIX ст. з'явилась парафіяльна школа.
Коли навесні 1848 року відбулася революція в Австрійській імперії, вона не обминула село.
В честь скасування панщини предки — односельчани виставили пам’ятні дерев’яні хрести. Один біля цвинтаря. Зараз там височать дві лини - свідки тих часів і пам'ятний хрест, відновлений в 1999 році. Другий хрест був поставлений на громадських землях (толоці). Це урочище і донині називається „коло Хреста". Хрест був відновлений силами місцевої молоді в 1990 році.
Внаслідок відсутності джерел невідомо, хто володів селом протягом XVII-XVIII століть. В XIX ст. володарями села були: граф Йосиф Коцебродський (згадується в 1832 році). З 1836 року володарем села був граф Фердинанд Баковський, в 1858 році володаркою села була графиня Марія Шептицька, в 1889 році селом володіла графиня Михайлина Коморовська і на зламі століть з 1899 року Анна з Квіцінських Єжова, вона була місцевою дідичкою до 1939 року.
На початку XX століття в 1913 році згадуються перші промислові підприємства в селі - ґуральня в урочищі „Газон", де і знаходився панський фільварок. Поміщицький маєток знаходився в с.Велесниця Нижня, що належала до доменії Гаврилівка.

### Розвиток шкільництва у селі
Однокласна парафіяльна школа, що існувала при церкві, виникла в селі на початку XIX ст. (згадується в 1832 році). В школі тоді навчалось всього 20 учнів. Вчителем був о. Іоан Камінський. Перша світська школа знаходилась за р. Велесничкою в приватному будинку в межах колишньої тракторної бригади. Першим вчителем був Василь Лопатинський (згадка 1864 рік). Пізніше вчителем був Михайло Баран. В 1893 році була збудована нова школа. Першим її управителем (директором) був Василь Витвицький (1893-1903). Пізніше управителями школи були Іван Микитчук (1903 — 1905) та Микола Древницький (1905 - 1908). До Першої світової війни управителем школи був Юліан Сірецький, вчителями Марія з Гавриляков -Сірецька та Іван Пилип'як (уродженець Гаврилівки).
Церква Св. Арх. Михаїла була збудована в 1862 році, розписана в 1903 році. Це класична, дерев'яна українська церква з Хрестом в основі і п'ятьма куполами (банями), у пам'ять Христа і чотирьох євангелістів. В 1995 році було відкрито і освячено капличку, яка була збудована в ЗО—х роках XX ст. і знищена в радянський період. На початку 90-х років XX ст. в селі обійшлося без міжконфесійних суперечок. Церква спокійно перейшла в лоно УГКЦ. В 20 -40-х рр. при церкві існувало „ Братство свічкове мужчин і жінок".
В Австрійський та Польський періоди в селі існували інші конфесії та релігії. В 1923 році в селі було 80 римо-католиків та 38 іудаїстів. А в 1887 році в документах згадуються 6 акафистів.
Місцевий польський поміщик (дідич) Єж Андрій, двір якого знаходився в с. Велесниця Нижня в урочищі „ Огруд", володів в с. Гаврилівка 745 моргами землі (це „лан" від дороги на Волосів до земель села Парище) та фільварком (господарськими угіддями), де була ферма №1 в урочищі „Газон".

### Історичні та пам'ятні місця
До історичних місць села відносяться: Гупчин — південна околиця, місце легендарного міста, торгово-ремісничого центру; урочище „коло Хреста” — місцевість, де знаходять кам'яні знаряддя праці, тут можливо була стоянка первісних людей; Погар або Погарі — лівий пагорб р.Велеснички, де колись існувало село, або частина села, що була спалена татарами.
Пам'ятними місцями є: Могила Українських Січових Стрільців; Меморіальна плита загиблим односельчанам в роки радянсько-німецької війни; Хрест на честь скасування панщини в 1948 році та дві липи на місцевому цвинтарі (Хрест відновлено в 1999р.); Хрест на честь скасування панщини в однойменному урочищі „коло Хреста" (Хрест відновлено в 1990 році.)
В культурно-етнографічному відношенні село розташоване в перехідній зоні. Тому переважають ознаки різних історико-етнографічних районів, менше проявляються елементи Бойківщини та Гуцульщини, більше Покуття та Опілля. На жаль, сучасна модернізація житла, побуту, одягу та використання літературної мови не дає можливості розрізнити особливостей місцевої етнокультури. Жителі села зберігають свої культурні традиції. В останні десятиліття вони почали забуватись. З відродженням української державності це питання знову стало актуальним.

## Скасування панщини
17 квітня 1848 року австрійський імператор Фердинанд І Габсбурґ скасував панщину в Галичині. Цьому передувала революція в Австрійській імперії. На честь скасування панщини по всій Галичині селяни ставили Хрести Свободи. Вони, як правило, обсаджувалися по квадрату або кущами, або деревами. В Гаврилівці Хрест Свободи було поставлено біля епідемічного цвинтаря. Навколо Хреста було посаджено 4 липи, 2 з яких були зрізані в роки німецької окупації. Хрест напевно завалився в роки війни комуністів із церквою. Відновлений у 1999 році. Другий Хрест на честь скасування панщини 1848 року, був поставлений в урочищі Толока, знищений в радянські часи. Восени 1990 року був відновлений силами місцевої молоді.

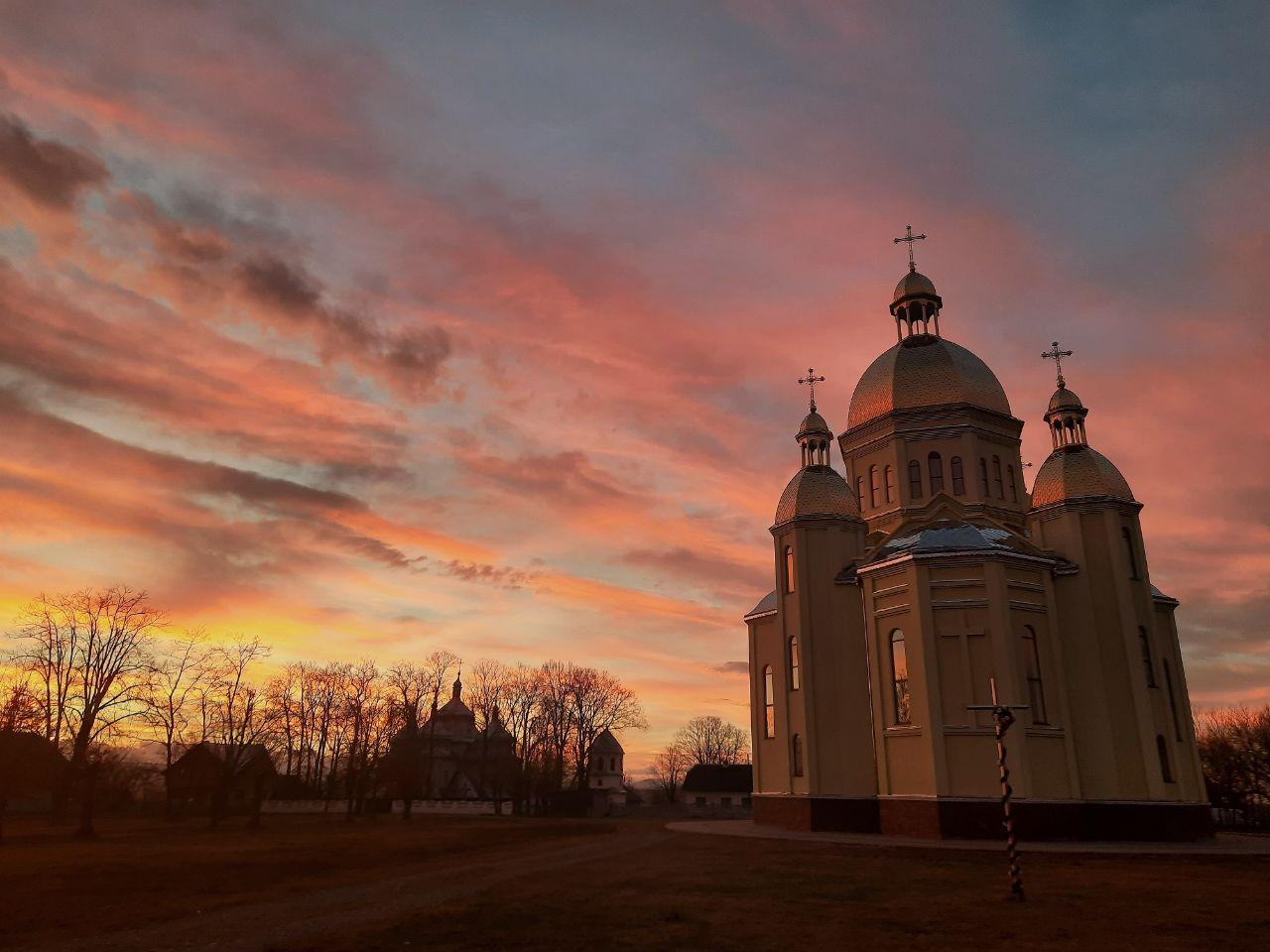

## Сьогодення
Село повністю газифіковане, проведене вуличне освітлення. У ньому є ліцей, дитячий садок «Незабудка», фельдшерсько-акушерський пункт, бібліотека, будинок культури, філія зв'язку, ощадкаса, перукарня, ресторан, відділення "Нова пошта".
18 листопада 2018 р. освячена греко-католицька церква Архистратига Михаїла, адміністратор — отець Роман Григораш та сотрудник отець Юрій Виксюк.